# Грозный (бронепоезд)
Бронепоезд «Грозный» — тяжёлый (иногда ошибочно называется лёгким) бронепоезд Вооружённых сил Юга России в 1919—1920 гг. Принимал активное участие в Походе на Москву.

## Формирование бронепоезда
Бронепоезд «Грозный» был сформирован в апреле 1919 года в г. Грозном как бронепоезд № 4. Боевые площадки построены в Новороссийске на заводе «Судосталь». Первоначально был вооружен одним английским 5" орудием и одним 6" орудием, но впоследствии 5" орудия с бронепоездов сняли из-за технических и эксплуатационных проблем, и на «Грозном» установили второе 6" орудие. В середине августа одна из бронеплощадок была заменена отбитой у красных бронеплощадкой с 42-линейным орудием из состава бронепоезда «Молния».

## Участие бронепоезда в Гражданской войне

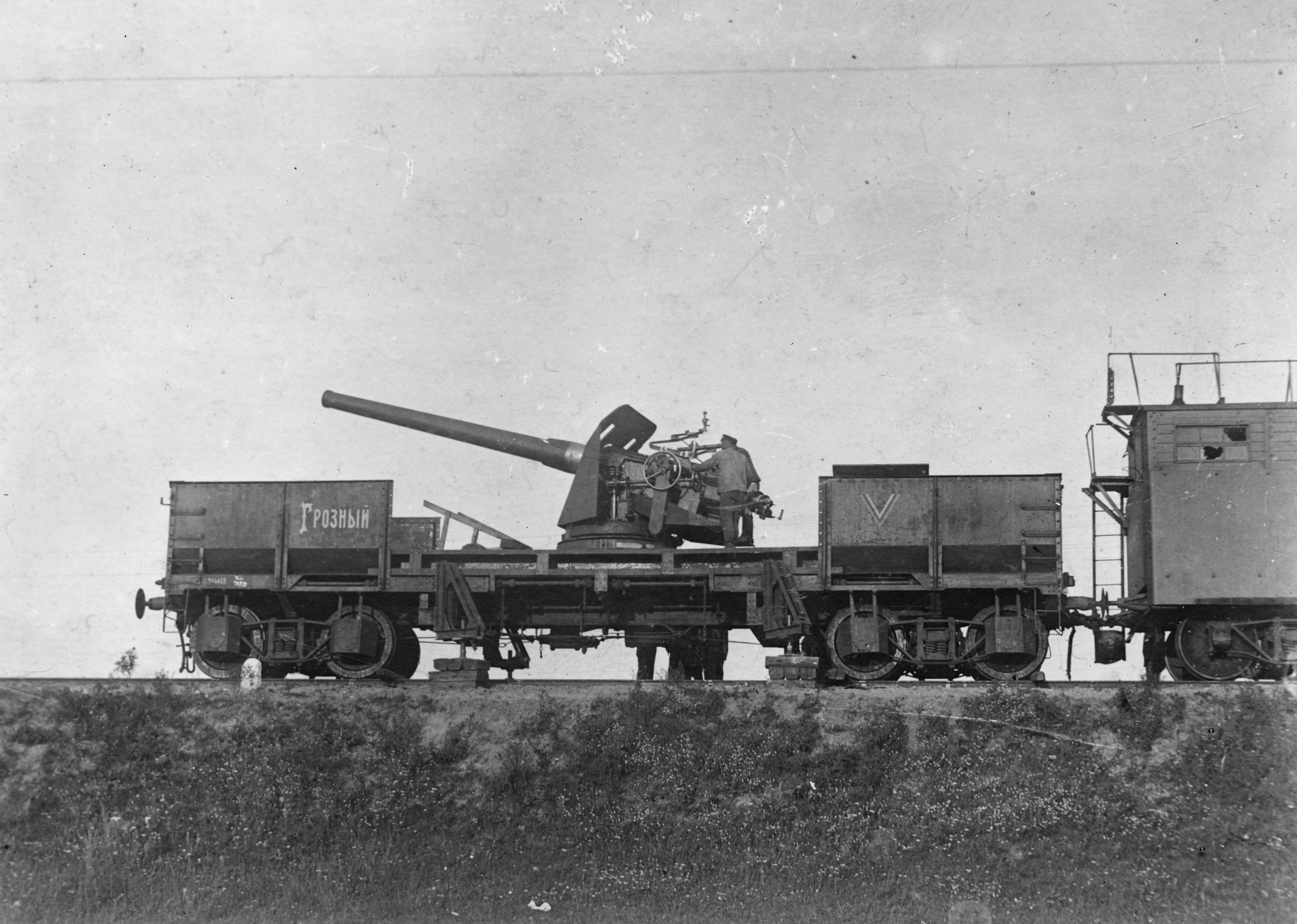
Тяжёлый бронепоезд «Грозный» ведёт огонь по позициям красных (Видна 6" пушка Канэ), лето 1919 года, Юг России

Впервые вступил в бой в июне 1919 года на Донбассе. Входил в состав 2-го бронепоездного дивизиона.
В июле участвовал в дуэлях с бронепоездами Красной армии у станции Сажное под Белгородом.
Впоследствии вошёл в состав 4-го бронепоездного дивизиона (вместе с лёгкими бронепоездами «Орёл» и «Слава Офицеру»). с 23 июля дивизион поддерживал наступление Дроздовского полка возле станции Кириковка.
10-12 августа «Грозный» вместе с лёгким бронепоездом «Слава Офицеру» и тяжёлым бронепоездом «Иоанн Калита» участвовал в артиллерийской дуэли с тремя бронепоездами красных (в том числе с бронепоездом «Черноморец», вооружённым дальнобойными 107-мм орудиями). Вечером 12 августа был переведён на другой участок в распоряжение начальника 3-й пехотной дивизии.
Утром 16 августа «Грозный» и лёгкий бронепоезд «Дроздовец» заняли позицию у железнодорожного моста возле станции Суджа на линии Готня-Льгов, чтобы вести огонь по станции Локинская, поддерживая Кавказский стрелковый, Белозерский пехотный и Архангелогородский драгунский полки. После отхода белой пехоты «Грозный» был вынужден отступить к станции Псёл.
Боевая часть бронепоезда полностью погибла в декабре 1919 года при отступлении из Донбасса.

## Командиры
- 06.08.1919—19.09.1919 — полковник В. П. Баркалов
- xx.09.1919 — врио капитан В. М. Каньшин, капитан Дубельт
- 19.09.1919—03.12.1919 — полковник В. К. Фёдоров
- 03.12.1919—23.03.1920 — капитан Коссовский
- 23.03.1920—30.10.1920 — полковник В. В. Карпинский